# Громадський інститут історичної пам'яті
Громадський інститут історичної пам'яті — проект, який реалізується спільно Інститутом Президента Віктора Ющенка «Стратегічні ініціативи», Міжнародним фондом «Україна 3000» та іншими громадськими організаціями. До ради Інституту входять відомі історики, зокрема В.Сергійчук, В. Шендеровський, І. Патриляк.
Проект є альтернативою державному Інституту національної пам'яті.
Дослідницька база Громадського інституту історичної пам'яті (2010 р.):
- всі розсекречені документи архіву СБУ і зовнішньої розвідки в електронній версії.
- Музейна експозиція «Народна війна», що експонувалася в «Українському домі» (у 2010 р. виставлена в постійній експозиції Музею радянської окупації (Київ, вул. Стельмаха, 6-а). Ця експозиція — перша спільна праця новоствореного інституту і товариства «Меморіал».